# 萨那大学
萨那大学（阿拉伯语：‎），是也门共和国（时为北也门）的第一座大学，也是最主要的大学，建立于1970年。位于首都萨那。

## 简介
至2005年，萨那大学本部共有12个院系，另有8个院系分布于全国各地的分校中。
在1980年代，萨那大学开始研究生教育。

## 院系
- 工学院
- 计算机和信息技术学院
- 商业和经济学院
- 医学院
- 牙科学院
- 药学院
- 理学院
- 农学院
- 法律与立法学院
- 教育学院
- 艺术学院
- 语言学院
- 出版学院

## 知名人物
- Nasser al-Aulaqi，萨纳大学校长，曾任也门农业部长。[2][3][4][5][6]

## 知名校友
- Yahya Al-Mutawakel（英语：Yahya Al-Mutawakel），也门工业和贸易部长。
- Hoda Ablan（英语：Hoda Ablan），诗人。
- Abdulla A. Alshammam，也门外交官，驻荷兰大使。[7][8]
- 塔瓦库·卡曼，人权运动者，2011年诺贝尔和平奖得主，是首位获得诺贝尔奖的也门人和阿拉伯女性。[9][10]
- Khalid Ahmed（英语：Khalid Ahmed），华盛顿大学阿拉伯语教授。[11]